# Charles K. Wheeler

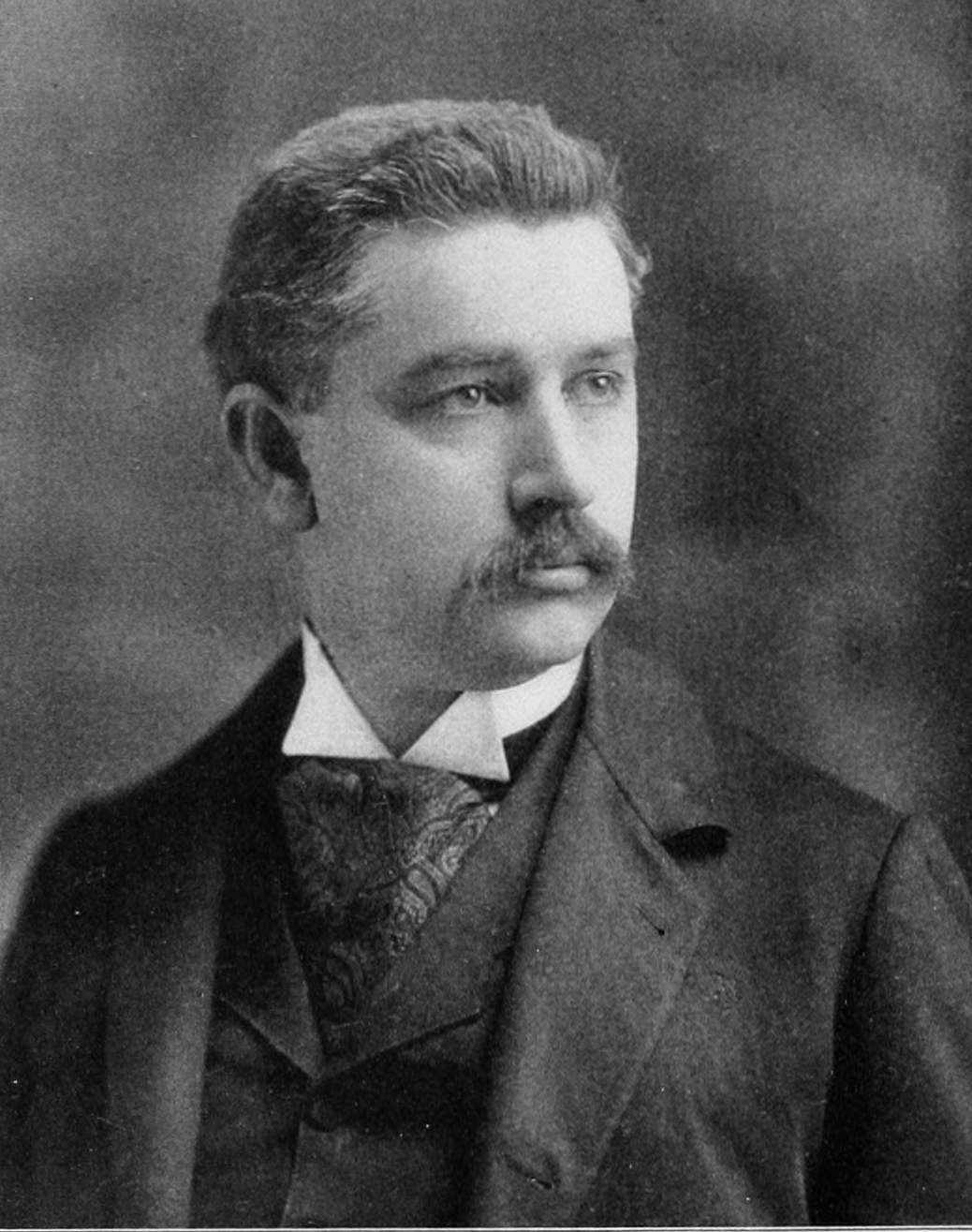
Charles K. Wheeler

Charles Kennedy Wheeler (* 18. April 1863 bei Hopkinsville, Kentucky; † 15. Juni 1933 in Paducah, Kentucky) war ein US-amerikanischer Politiker. Zwischen 1897 und 1903 vertrat er den Bundesstaat Kentucky im US-Repräsentantenhaus.

## Werdegang
Charles Wheeler genoss zunächst eine private Ausbildung. Danach studierte er bis 1879 an der Southwestern University in Clarksville (Tennessee). Nach einem anschließenden Jurastudium an der Lebanon Law School und seiner 1880 erfolgten Zulassung als Rechtsanwalt begann er in Paducah in diesem Beruf zu arbeiten. Zwischen 1894 und 1896 war er Prozessanwalt dieser Stadt.
Politisch war Wheeler Mitglied der Demokratischen Partei. Bei den Kongresswahlen des Jahres 1896 wurde er im ersten Wahlbezirk von Kentucky in das US-Repräsentantenhaus in Washington, D.C. gewählt, wo er am 4. März 1897 die Nachfolge von John Kerr Hendrick antrat. Nach zwei Wiederwahlen konnte er bis zum 3. März 1903 drei zusammenhängende Legislaturperioden im Kongress absolvieren. In diese Zeit fiel der Spanisch-Amerikanische Krieg von 1898.
Im Jahr 1902 verzichtete Wheeler auf eine erneute Kandidatur. Er zog sich aus der Politik zurück und praktizierte in den Jahrzehnten bis zu seinem Tod als Anwalt in Paducah. Dort ist er am 15. Juni 1933 auch verstorben.